# لیلی (داکوتای جنوبی)
لیلی(به انگلیسی: Lily) شهری در ایالت داکوتای جنوبی کشور ایالات متحده آمریکا است که جمعیت آن در سرشماری سال ۲۰۱۰ میلادی، ۴ نفر بوده‌است.